# Mędrzyki
Mędrzyki (niem. Lauterbach) – wieś w Polsce położona w województwie warmińsko-mazurskim, w powiecie braniewskim, w gminie Lelkowo.
Wieś leży nad Ławtą.
W latach 1975–1998 miejscowość administracyjnie należała do województwa elbląskiego.
W miejscowości brak zabudowy.